# Melandrya shimoyamai
Melandrya shimoyamai là một loài bọ cánh cứng trong họ Melandryidae. Loài này được Hayashi miêu tả khoa học năm 1960.